# Václav Parus
Václav Parus (18. září 1926, Mělník – 1. května 2017) byl český silniční motocyklový závodník.

## Závodní kariéra
Začínal jako cyklista, byl mistrem na klopené dráze na 50 km v roce 1944. Po válce od roku 1947 začal závodit na motocyklu DKW 125 cm³. V roce 1949 nastoupil jako dělník na brzdě do Jawy, a do roku 1952 byl i jejím továrním jezdcem. V letech 1953-1956 jezdil na tovární ČZ 125 cm³. V letech 1957-1966 jezdil silniční motocyklové závody za Duklu Praha. Další dvě sezóny jezdil jako soukromý jezdec. V roce 1980 začal jezdit veteránské závody. Mistr republiky třídy do 175 cm³ v letech 1955, 1961 a 1962, vítěz Grand Prix Československa 1955 v Brně, na TT-Tourist Trophy na ostrově Man v roce 1956 na ČZ 125 cm³ obsadil 6. místo, čtyřnásobný vítěz závodu 300 zatáček Gustava Havla v Hořicích. Byl prvním Čechem, který získal body v mistrovství světa silničních motocyklů. Mistrovství Československa se zúčastnil ještě v roce 1991. Poslední mistrovské body získal v roce 1991 v 64 letech na okruhu v Mostě. Na stroji ESO 500 OHV z roku 1955 korunoval závodní kariéru ziskem 7 mistrovských bodů a konečnou 14. pozicí v mistrovství Československa. V mistrovství Československa vyhrál 10 závodů.